# Libre Antenne (Fun Radio Belgique)
Pour les articles homonymes, voir Libre Antenne.
 (février 2024).
Si vous disposez d'ouvrages ou d'articles de référence ou si vous connaissez des sites web de qualité traitant du thème abordé ici, merci de compléter l'article en donnant les références utiles à sa vérifiabilité et en les liant à la section « Notes et références ».
La Libre Antenne est une émission de radio diffusée sur les ondes de Fun Radio Belgique depuis 2009. Elle est successivement animée par Guillaume Pley, Michaël Espinho et Vinz.

## Histoire

### Les prémices
Jusqu'en 2009, Fun Radio Belgique ne dispose pas d'une libre antenne nationale. La Libre antenne de Karel est en effet retransmise depuis la France. 
L'arrivée en septembre 2009 de Guillaume Pley est donc une première pour la station qui présente enfin une libre-antenne 100 % belge.

### La période Guillaume (2009-2010)
Guillaume, entouré de Lucile et Khalid, inaugure l'émission. Durant une saison et demie, elle est animée tous les soirs de la semaine entre 20h00 et minuit et rencontre un certain succès.
Cependant, en décembre 2010, Guillaume décide de quitter Fun Radio Belgique pour Goom Radio.
Un "casting" est alors réalisé pendant une semaine afin de déterminer qui lui succédera aux commandes de la libre-antenne. On y retrouve entre autres Vinz, qui héritera plus tard de la tâche, ainsi que MikL, un habitué puisqu'il a déjà animé pendant 7 ans la libre-antenne de fun radio.

### La période MIKL (2011)
En février 2011, il est annoncé que MikL est retenu pour animer l'émission. La première a lieu le 6 février.
MikL s'entoure de son équipe habituelle : Toph (Christophe) et 'Sandro (Sandra), auxquels viendront s'ajouter Amandine, Pierre, Loeb et Nabil.
Après une demi saison, MikL annonce qu'il ne reprendra pas l'émission à la rentrée suivante. Après deux saisons passées au Morning, il reviendra finalement en 2013 pour une nouvelle libre antenne nocturne : MIKL: No Limit.

### La période Vinz (2011-Aujourd'hui)
Vinz reprend l'émission, remplaçant MikL, dès juillet 2011. 
Il entame en 2014 sa quatrième saison et est donc l'animateur étant resté le plus longtemps à la tête de l'émission.

## L'émission

### Horaires
De 2009 à 2013, l'émission est diffusée du dimanche au jeudi de 20h00 à minuit.
À partir du 26 août 2013, l'émission commence à 19h00 et se termine à 23h00, pour laisser place à MIKL: No Limit. 
À la suite de cette modification d'horaire, l'émission change également de jour et est diffusée désormais du lundi au vendredi.
Dû à ce décalage d'horaire, l'émission D'evan (Evan et la tribu) commence à 16h (au lieu de 17h) jusqu'à 19h (au lieu de 20h).

### Déroulement de l'émission
Du rire, des jeux tels que le Give mot five, , le dragophone, le fun voice ou encore le FredDeFleurusGame.
L'émission est une libre antenne et n'a dès lors pas de plan prédéfini. Tous les sujets sont abordés, des plus futiles aux plus sérieux.
Des intervenants sont parfois invités (psychologues, sexologues, voyants…) ainsi que des personnalités (2Mad, Ayneed, etc.).

### L'équipe
L'équipe est composée de Vinz, lara & Manu.

### Anciens membres de l'équipe
L'émission a vu au cours de ses saisons passer de nombreux chroniqueurs :
| Animateurs     | Saison 1 | Saison 2 | Saison 3 | Saison 4 | Saison 5 | Saison 6 | Saison 7 |
| -------------- | -------- | -------- | -------- | -------- | -------- | -------- | -------- |
| Guillaume      |          |          |          |          |          |          |          |
| Khalid         |          |          |          |          |          |          |          |
| Lucile         |          |          |          |          |          |          |          |
| MikL           |          |          |          |          |          |          |          |
| Toph           |          |          |          |          |          |          |          |
| Sandro         |          |          |          |          |          |          |          |
| Amandine       |          |          |          |          |          |          |          |
| Pierre         |          |          |          |          |          |          |          |
| Loeb           |          |          |          |          |          |          |          |
| Nabil          |          |          |          |          |          |          |          |
| Cathy          |          |          |          |          |          |          |          |
| Aline          |          |          |          |          |          |          |          |
| L'AB2C         |          |          |          |          |          |          |          |
| Maréchal       |          |          |          |          |          |          |          |
| Fatal          |          |          |          |          |          |          |          |
| Julie          |          |          |          |          |          |          |          |
| Lara Bellerose |          |          |          |          |          |          |          |
| Manu           |          |          |          |          |          |          |          |
| Vinz           |          |          |          |          |          |          |          |

- Saison 7 en cours, sous réserve de modification

Légende:
 Saison Compète 
 Demi Saison
 Ne participe pas à la saison